# Ochrotrichia eliaga
Ochrotrichia eliaga is een schietmot uit de familie Hydroptilidae. De soort komt voor in het Nearctisch gebied.